# Разноножки
Разноножки (лат. Anisopodidae) — семейство двукрылых из подотряда длинноусые. В этом семействе описано 196 видов в 24 родах, в том числе около 50 ископаемых таксонов.

## Описание
Длина тела от 4 до 10 мм. Наиболее крупными представителями семейства являются комары родов Olbiogaster и Lobogaster. В средней части крыла имеется дискальная ячейка.

## Экология и местообитания
Комары встречаются на цветущих растениях и стволах деревьев. Личинки развиваются в гниющих растениях и грибах, кроме того, найдены в вытекающем бродящем соке и под корой древесных растений. Личинки Sylvicola fenestralis вызывают урогенитальные миазы. 

## Палеонтология
В ископаемом состоянии известно 48 видов. Самые древние находки относятся к отложениям нижней юры. Представители ныне живущего рода разноножек Mycetobia были найдены в меловом бирманском янтаре, что позволяет отнести его к реликтовым группам.